# Виан, Франсис
Франсис Виан (фр. Francis Vian; 15 июня 1917, Прива — 16 августа 2008, Рамбуйе) — французский учёный.

## Биография
Родился в профессорской семье.
Окончил факультет искусств Лионского университета со степенью агреже.
В 1951 году защитил в Сорбонне диссертацию по гигантомахии и получил докторскую степень.
С 1952 года профессор греческого факультета искусств в Клермон-Ферране, в 1962—1968 годах его декан.
С 1968 года профессор факультета Нантера Парижского университета, с 1970 года — Университет Париж X — Нантер, с 1986 года — эмерит.
Один из основателей и в 1967—1970 годах первый президент Association des professeurs de langues anciennes de l'enseignement supérieur (APLAES).
Женился в 1947 году, имел детей.

## Награды и звания
Член-корреспондент Британской академии (1980).
Офицер ордена Почетного легиона, командор орденов «За заслуги» и Академических пальм.